# Departamento Unión

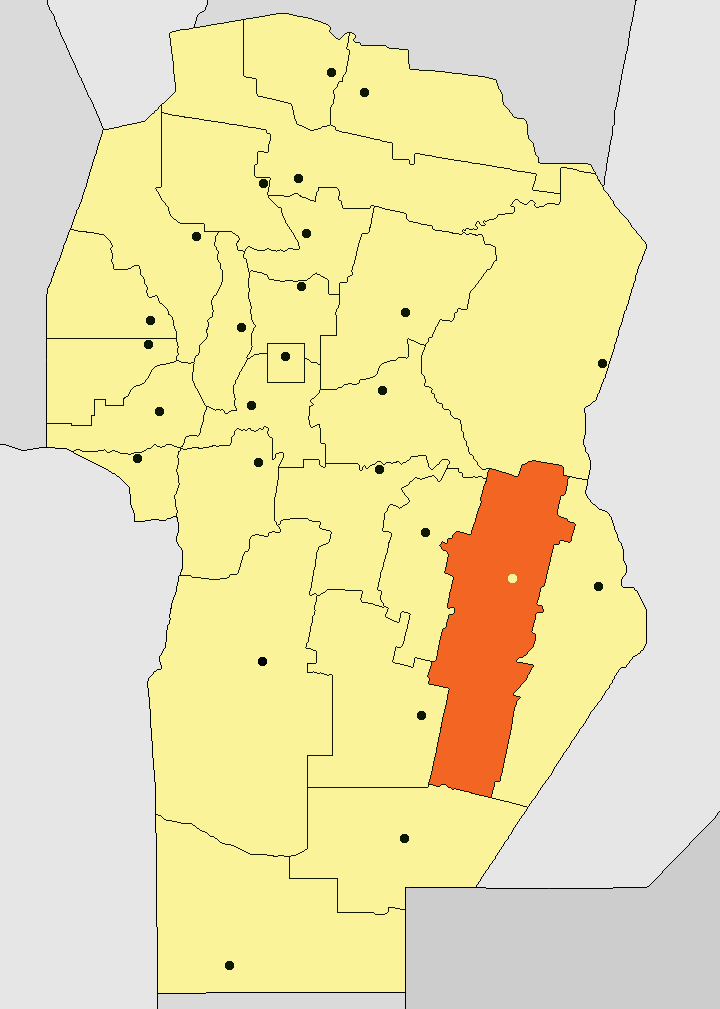
Lage des Departamento Unión in der Provinz Córdoba

Unión ist ein Departamento im östlichen Zentrum der zentralargentinischen Provinz Córdoba.
Insgesamt leben 114.571 Menschen auf 10.889 km². Die Hauptstadt des Departamento ist Bell Ville.

## Städte und Dörfer
- Aldea Santa María
- Alto Alegre
- Ana Zumarán
- Ballesteros
- Ballesteros Sud
- Bell Ville
- Gould
- Canals
- Chilibroste
- Cintra
- Colonia Bismarck
- Colonia Bremen
- Idiazábal
- Justiniano Posse
- Laborde
- Monte Leña
- Monte Maíz
- Morrison
- Noetinger
- Ordóñez
- Pascanas
- Pueblo Italiano
- San Antonio de Litín
- San Marcos Sud
- Viamonte
- Villa Los Patos
- Wenceslao Escalante[2]